# Villanova Mondovì
Villanova Mondovì ist eine Gemeinde in der italienischen Provinz Cuneo (CN), Region Piemont.

## Lage und Einwohner
Villanova Mondovì liegt knapp 22 km östlich von der Provinzhauptstadt Cuneo entfernt am Ellero. Das Gemeindegebiet umfasst eine Fläche von 28 km² und hat 5969 Einwohner (Stand 31. Dezember 2023). Zur Gemeinde gehören auch die Dörfer und Weiler (Frazioni) Bongiovanni, Eula, Madonna del Pasco, San Grato dei Garelli, Garavagna, Branzola, Roracco, Villavecchia, Paganotti und Dossi.
Die Nachbargemeinden sind Chiusa di Pesio, Frabosa Sottana, Monastero di Vasco, Mondovì, Pianfei und Roccaforte Mondovì.
Die Höhle von Dossi (Grotta dei Dossi) liegt, am Nordwesthang des Monte Calvario, mit Blick auf das Tal des Rio Pogliolo, westlich von Villanova Mondovì. Die 910 m lange Höhle wurde 1797 entdeckt und ist für die Öffentlichkeit zugänglich.

## Geschichte

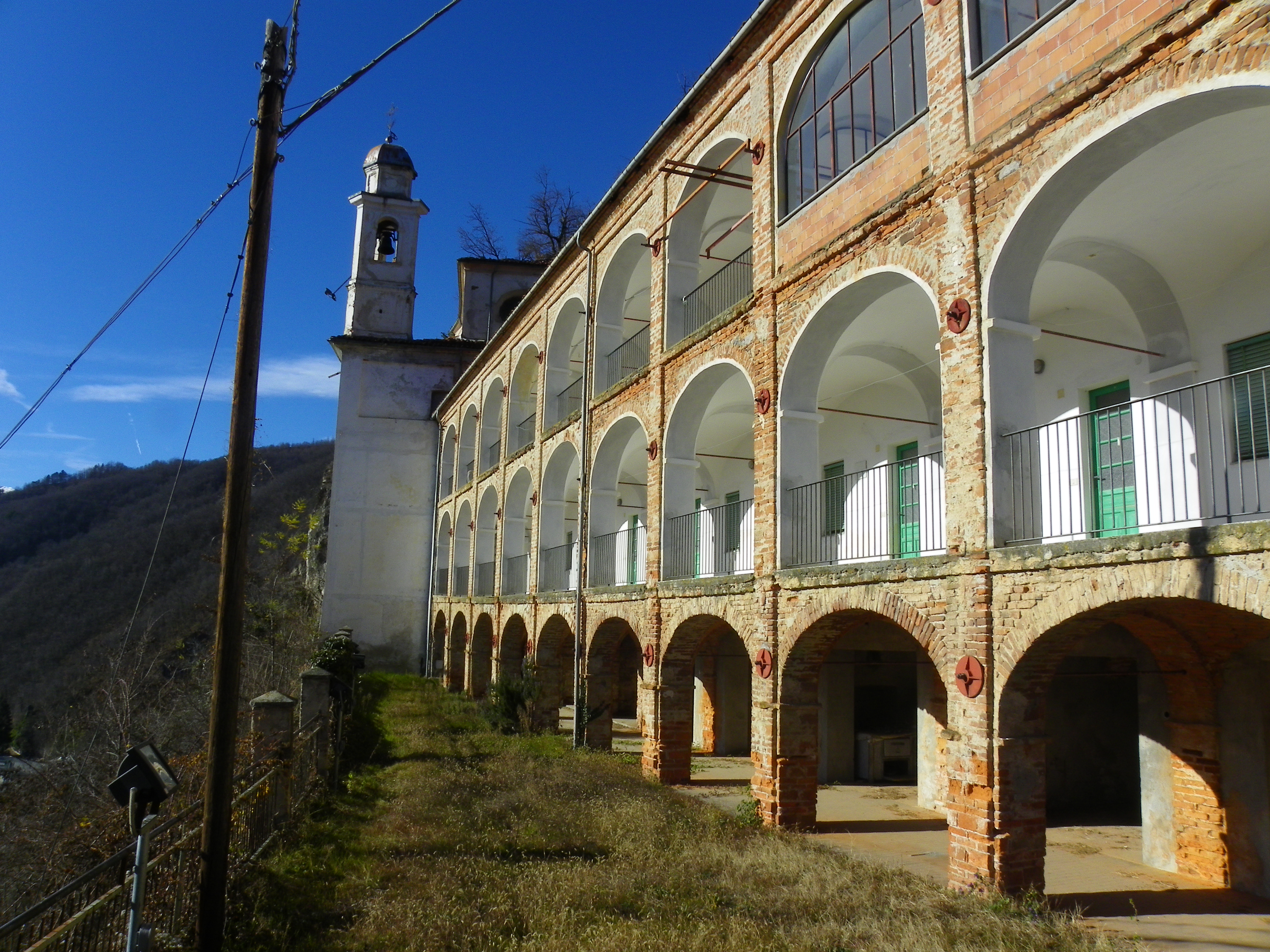
Heiligtum von Santa Lucia

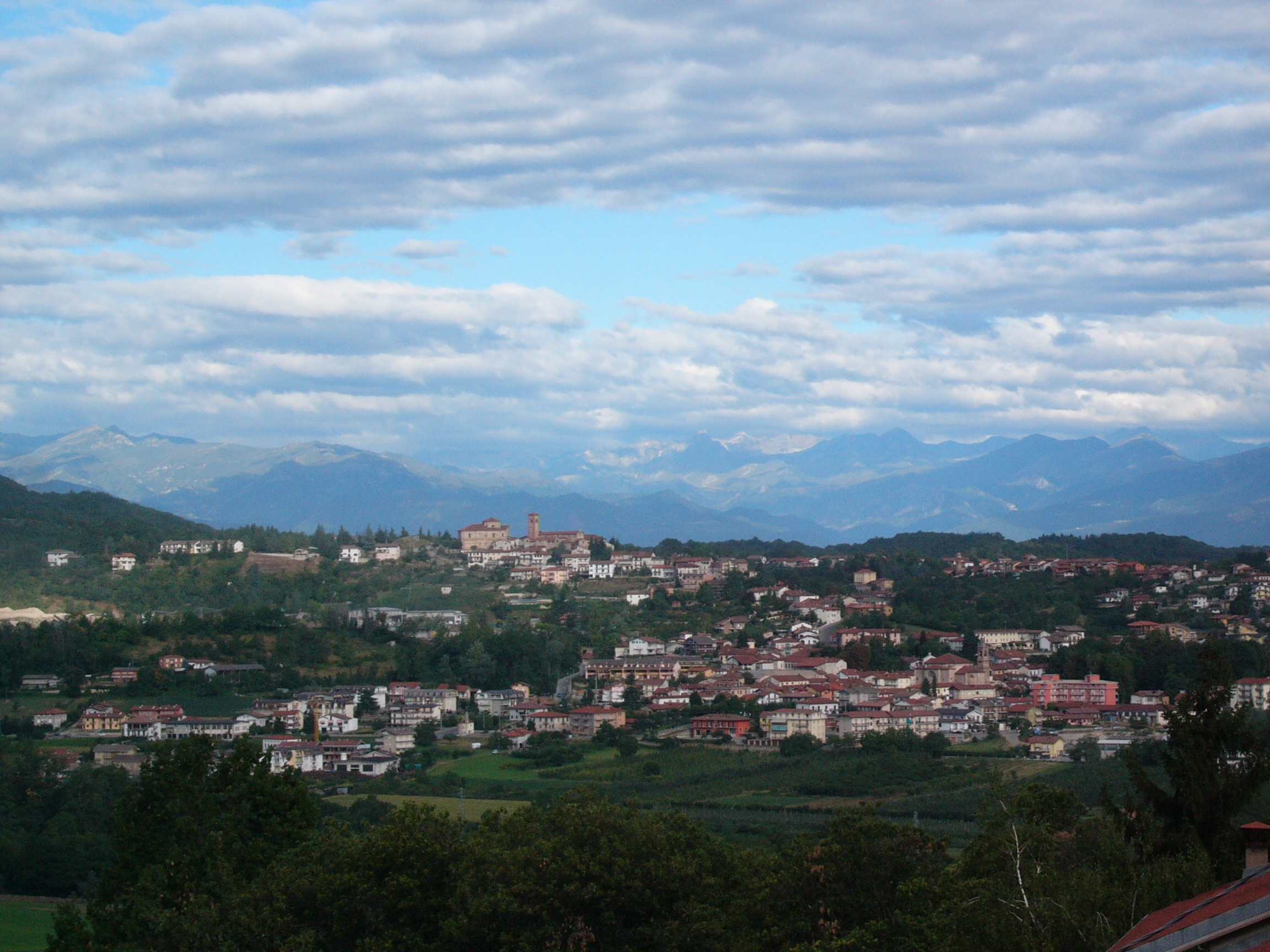
Panorama

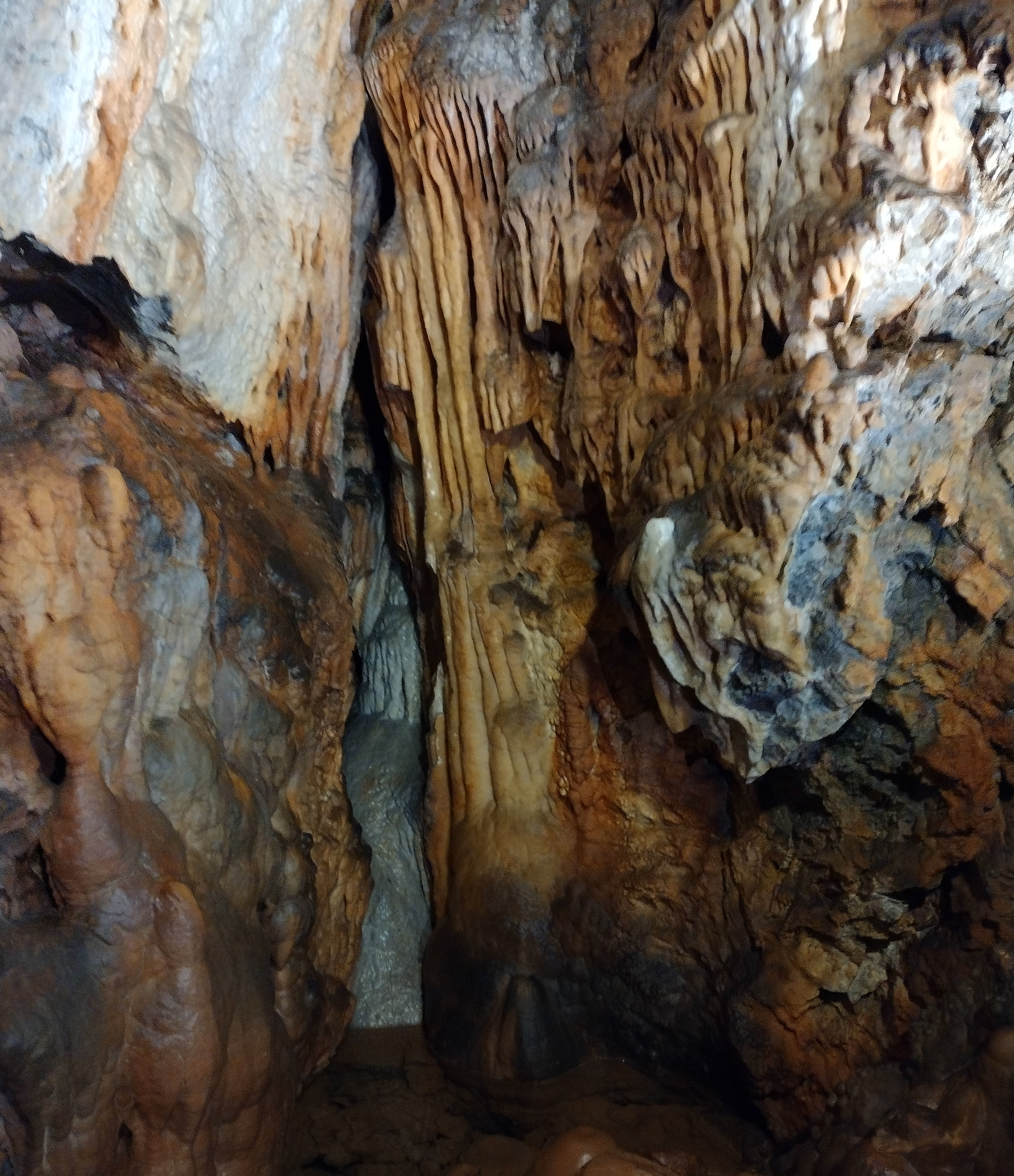
Die Höhle von Dossi

Der Ortsname erscheint in mittelalterlichen Dokumenten mit „Villanova“. Das älteste offizielle Dokument über das Dorf stammt aus dem Jahr 1210, aber erst im Jahr 1698 wurde es aufgrund eines Dekrets von Herzog Vittorio Amedeo II. zu einer autonomen Gemeinde.
Es gibt zahlreiche Gebäude von historischem und künstlerischem Wert, wie die Pfarrkirche Santa Caterina mit einer Terrakotta-Fassade mit zwei übereinanderliegenden Ordnungen und einem griechischen Kreuzgrundriss, der antike Fenoglio-Palast und das Heiligtum von Santa Lucia. Die in den lebenden Felsen gebaute Wallfahrtskirche Santa Lucia besteht aus einem Gebäudekomplex, der ab dem 16. Jahrhundert erbaut und in verschiedenen Zeiträumen bis zum 19. Jahrhundert fertiggestellt wurde. Ebenso zu sehen ist die „Höhle der Heiligen Lucia“ eine natürliche Höhle mit einer Quelle, die dem Kult der Heiligen gewidmet ist. Die Höhle ist groß genug, um an ihrer höchsten Stelle das Presbyterium und einen Altar unterzubringen. Während der Zeit des Widerstands (1943–1945) erlangte dieses Gebäude große Bedeutung, es gab eine geheime Druckerei, in der  die Partisanenzeitschrift „Rinascita d'Italia“ hergestellt wurde. Auch dienten die Gebäude als Unterschlupf.
Die Märtyrerkirche San Lorenzo, die 1910 als Pfarrkirche im neoklassizistischen Stil erbaut wurde und die Kapellen Annunziata, San Rocco und Beata Vergine, die wertvolle gotische Fresken beherbergen, sind weitere sehenswerte Bauten. Schließlich gibt es zahlreiche weitere Kapellen, die über das gesamte Gebiet verstreut sind.